# The
the （i/ðə, ðiː/） 是一个英语冠词，用来表示或强调已被提及、正在讨论、暗示性的或以其他方式假定听众、读者或说话者熟悉的人或事物，属于定冠词。the 是英语中使用最频繁的词，对（印刷）文本的研究和分析发现，在数量上，该词占所有印刷文本词汇量的7%。由古英语中 se 的阳性主格形式（参考古英语语法-定冠词与指示代词）演变，同时也受中古英语的影响，形成了如今所使用的单一形式（即不受数，属格等语法环境的影响）的 the，现在，它可以搭配名词的单复数，也可以用来特指以任何字母开头的名词——这一点与其它语言中可以有不同性（语法），数（语法）的定冠词截然不同。

## 发音
在大多数英语国家里，当其后跟辅音时，"the" 的发音是浊齿擦音后加中央元音，念 /ðə/；后跟元音或者表示强调时，与同音异字 thee（代词，thou 的宾格，你） 发音相同，为 /ðiː/。
在现代的美式英语和新西兰英语中，对于 the ，即使它位于元音前，人们也越来越倾向于 /ðə/ 音而非 /ðiː/。
有时需要强调某事物很重要时，发重音， /ðiː/。例如："he is the expert"， 用 the，不用 an。